# Afânare
Prin afânare se înțelege un proces sau o lucrare agricolă în urma căreia spațiile lacunare (intergranulare) ale solului se măresc, acesta căpătând o stare fizică ce permite circulația aerului și a apei printre particulele componente.
Afânarea este produsă fie pe cale naturală, prin activitatea pedofaunei, fie de către om, cu unelte și mașini agricole. Un rol important în creșterea gradului de afânare a solului îl joaca râma (Lumbricus terrestris), care contribuie pe această cale la intensificarea proceselor biologice din sol și implicit la sporirea fertilității lui.